# 31 (film)
Pour plus de détails, voir Fiche technique et Distribution.
31 est un film d'horreur américain de genre « slasher » écrit et réalisé par Rob Zombie, sorti en 2016. Il s'agit du sixième film réalisé par Rob Zombie.

## Synopsis
Le 31 octobre 1976, cinq membres d'un groupe de saltimbanques sont kidnappés et retenus en otage une nuit avant Halloween, et emmenés dans un complexe secret appelé "Murder World". Là, ils sont informés qu'ils doivent participer à un jeu appelé «31», dont l'objectif est de survivre pendant douze heures face à un gang ultra-violent de clowns meurtriers.

## Fiche technique
- Titre : 31
- Réalisation : Rob Zombie
- Scénario : Rob Zombie
- Musique : John 5
- Photographie : David Daniel
- Montage : Glenn Garland
- Décors : Rodrigo Cabral
- Costumes : Carrie Grace
- Casting : Nicole Arbusto
- Production : Rob Zombie, Andy Gould, Eddie Vaisman, Michael Sherman et Matthew Perniciaro
- Production exécutive : Chris Woody McElroy, Eric Thirteen
- Sociétés de production : Bow and Arrow Entertainment, Protagonist Pictures et Spectacle Entertainment Group
- Société de distribution : Saban Films
- Pays d'origine :  États-Unis
- Format : couleur - 2,39:1 - Dolby Digital
- Genres : Horreur, slasher
- Durée : 102 minutes
- Dates de sortie : 
  - États-Unis : 23 janvier 2016 (Sundance Film Festival) ; 16 septembre 2016 (VàD) ; 21 octobre 2016 (sortie limitée)
  - Belgique : 31 mars 2016 (Festival international du film fantastique de Bruxelles)
  - France : 2 janvier 2017 (DVD et Blu-ray)
- Interdit aux moins de 16 ans

## Distribution
Note : Le film fut distribué en France avec son doublage québécois.
- Sheri Moon Zombie (VQ : Ariane-Li Simard-Côté) : Charly
- Lawrence Hilton-Jacobs (VQ : Patrick Chouinard) : Panda Thomas
- Meg Foster (VQ : Claudine Chatel) : Venus Virgo
- Jeff Daniel Phillips (VQ : Jean-François Beaupré) : Roscoe
- Kevin Jackson (VQ : Sylvain Hétu) : Levon
- Malcolm McDowell (VQ : Jean-François Blanchard) : père Murder
- Richard Brake (VQ : François Sasseville) : Doom Head
- Torsten Voges (VQ : Frédéric Desager) : Dead Head
- Elizabeth Daily (VQ : Aline Pinsonneault) : Sex Head
- David Ury (VQ : Tristan Harvey) : Schizo Head
- Lew Temple (VQ : Louis-Philippe Dandenault) : Psycho Head
- Pancho Moler (VQ : Maël Davan-Soulas) : Sick Head
- Ginger Lynn : Cherry Bomb
- Judy Geeson : sœur Dragon
- Jane Carr : sœur Serpent
- Daniel Roebuck (VQ : Benoit Rousseau) : père Victor
- Tracey Walter (VQ : Hubert Fielden) : Lucky Leo
- Michael 'Red Bone' Alcott : gros Randy Bumpagussy

## Production
C'est le 16 mai 2014 que Rob Zombie annonce sur son site officiel le nom de son prochain film, 31, dévoilant au passage une mystérieuse affiche avec une tête de clown. Zombie décrit le projet comme terriblement méchant et brutal. À partir du mois de juillet, il dévoile des concepts arts du film. Le 31 juillet 2014, le réalisateur lance une campagne de financement sur le site Fanbacked.com qui a pour but de donner l'opportunité aux fans de donner de l'argent pour la production du film et de recevoir en contrepartie différents objets proposés sur le site. Ces objets sont pour la plupart inédits ou provenant du tournage des anciens films de Zombie. La campagne de financement rencontre un véritable succès, à tel point que la production décide de la relancer le 9 février 2015 avec de nouveaux objets pour ceux qui participeront au financement. Rob Zombie déclare : « Après avoir terminé notre première campagne, nous avons été bombardés de demandes tardives de personnes pour participer au projet. J'aurais voulu participer à quelque chose comme ça quand j'étais gamin, j'aurais tué pour contribuer à la production d'un film ! » Le tournage du film s'est déroulé en avril 2015.